# Таон ди Ревель, Дженова Джованни
Граф Дженова Джованни Таон ди Ревель (итал. Il conte Genova Giovanni Thaon di Revel; 20 ноября 1817 года, Генуя, Сардинское королевство — 3 сентября 1910 года, Комо, Королевство Италия) — итальянский военный и государственный деятель, генерал-лейтенант, сенатор и министр.

## Биография
С 1850 года по 1853 год — военный атташе в Вене.
С 26 мая 1855 года — королевский комиссар в британской штаб-квартире в Крыму, а с 6 июля и во французский.
В 1857 году, 1860 году, 1866 году, 1867 году и 1870 году избирался депутатом Палаты депутатов Итальянского Королевства VI, VII, IX, X и XI созывов.
Со 2 февраля 1860 года — командующий военной коллегией в Милане.
С 12 декабря 1860 года — генеральный директор по военным делам в неаполитанских провинциях.
С 11 июня 1863 года — адъютант принца Пьемонтского Умберто.
С 12 июля 1863 года — первый адъютант принца Пьемонтского Умберто.
С 25 октября 1866 года — первый почётный адъютант принца Пьемонтского Умберто.
С 14 сентября 1866 года — королевский комиссар.
С 10 апреля по 26 октября 1867 года — военный министр Итальянского Королевства.
С 24 февраля 1878 года — почётный адъютант Его Величества Короля.
16 марта 1879 года назначен сенатором Итальянского Королевства. Утверждён в должности 26 мая 1879 года. Принял присягу 14 января 1880 года.
С 5 марта 1882 года — почётный генерал-адъютант Его Величества Короля.

## Воинские звания
- Полковник (Сардинское королевство, 3 октября 1860 года)
- Генерал-майор (25 июля 1861 года)
- Генерал-лейтенант (20 октября 1866 года)
- С 24 марта 1892 года — в отставке.

## Награды
- Высший орден Святого Благовещения
- Савойский Военный орден:
  - Великий офицер (6 декабря 1866 года)
  - Командор (1 июня 1861 года)
  - Офицер (12 июля 1859 года)
- Орден Святых Маврикия и Лазаря:
  - Большой крест (9 мая 1867 года)
  - Великий офицер (13 марта 1864 года)
  - Командор (30 марта 1862 года)
  - Офицер (12 июня 1861 года)
  - Кавалер (11 декабря 1869 года)
- Орден Короны Италии:
  - Большой крест (30 мая 1878 года)
  - Великий офицер (30 мая 1872 года)
  - Командор (22 апреля 1868 года)
- Серебряная медаль «За воинскую доблесть» (дважды)
- Бронзовая медаль «За воинскую доблесть» (дважды)
- Маврикианская медаль
- Медаль «В память о войнах за независимость»
- Медаль «В память объединения Италии»
- Орден Меджидие (Османская империя, 1859 год)
- Кавалер ордена Бани (Великобритания, 29 августа 1859 года)
- Орден Почётного легиона (Франция):
  - Великий офицер (2 сентября 1864 года)
  - Кавалер (12 января 1860 года)
- Большой крест ордена Данеброг (Дания, 29 августа 1864 года)
- Великий офицер ордена Церингенского льва (Баден, 26 ноября 1864 года)
- Большой крест ордена Христа (Португалия, 9 января 1866 года)
- Большой крест ордена Леопольда (Австро-Венгрия, 21 марта 1867 года)
- Большой крест ордена Славы (Тунис, 30 мая 1867 года)
- Орден Красного орла 1-го класса (королевство Пруссия, 22 октября 1875 года)[1]
- другие награды